# Don't Bring Me Down (Electric Light Orchestra)
Don't Bring Me Down è un singolo del gruppo musicale britannico Electric Light Orchestra, pubblicato nel 1979 ed estratto dall'album Discovery.
Il brano è stato scritto e prodotto da Jeff Lynne.

## Tracce
- 7"

1. Don't Bring Me Down
2. Dreaming of 4000